# 麥氏叫姑魚
麥氏叫姑魚為輻鰭魚綱鱸形目鱸亞目石首魚科的其中一種，分布西南太平洋的澳洲新南威爾斯海域，體長可達9公分，棲息在沿海海域。